# Keisya Levronka
Keisya Levronka (* 2. Februar 2003 in Malang) ist eine indonesische Sängerin und Schauspielerin. Sie begann ihre Karriere in der Unterhaltungsbranche mit ihrer Teilnahme an der zehnten Staffel der Talentshow Indonesian Idol, die 2019–20 auf RCTI ausgestrahlt wurde. Nach ihrem Abschluss bei Indonesian Idol wechselte sie zum Plattenlabel Universal Music Indonesia und gab ihr Debüt als Sängerin mit dem Song „Jadi Kekasihku Saja“. Neben ihrer Karriere in der Musikwelt betrat Keisya Levronka 2021 auch die Welt der Schauspielerei mit ihrem Schauspieldebüt in der Serie Jingga dan Senja.
Im Jahr 2022 schaffte es ihr viertes Lied „Tak Ingin Usai“ an die Spitze verschiedener digitaler Musikcharts in Indonesien, darunter 11 Wochen lang in den Billboard Indonesia Charts. Das Lied brachte ihr außerdem die erste Auszeichnung ihrer Karriere bei einer Musikpreisverleihung in Malaysia, der Anugerah Industri Muzik, für „Bestes malaiischsprachiges Lied präsentiert von einem ausländischen Künstler“ ein.